# Franco Conti
Franco Conti (Montefalco, 8 aprile 1951) è un ex ciclista su strada italiano, professionista dal 1977 al 1984. Discreto dilettante, nella categoria vinse il Giro del Casentino nel 1974 e la classifica generale del Giro d'Italia Dilettanti nel 1976. Non seppe ripetersi fra i professionisti, non ottenendo vittorie ma solo alcuni piazzamenti, fra cui il terzo posto al Gran Premio Montelupo 1981, il quarto al Giro di Romagna dello stesso anno e il quinto alla Tre Valli Varesine 1977. Anche suo figlio Valerio è ciclista professionista.

## Palmarès
- 1974 (dilettanti)

Giro del Casentino
- 1976 (dilettanti)

1ª tappa Giro della Campania
Classifica generale Giro della Campania
Classifica generale Giro d'Italia Dilettanti

## Piazzamenti

### Grandi Giri
- Giro d'Italia

1977: 45º
1979: 22º
1980: 40º
1981: 29º
1982: 45º
1983: 46º
1984: 65º
- Vuelta a España

1978: 31º

### Classiche monumento
- Milano-Sanremo

1977: 42º
1979: 26º
1981: 41º
1983: 35º
1984: 49º
- Giro di Lombardia

1977: 26º
1978: 18º
1979: 22º
1981: 24º
1982: 23º
1983: 43º